# Welcome to My Nightmare
Albums de Alice Cooper
Greatest Hits
(1974) Alice Cooper Goes to Hell
(1976)
Singles
1. Department of Youth
Sortie : Mars 1975
2. Only Women Bleed
Sortie : Mars - avril 1975
3. Welcome to My Nightmare
Sortie : Octobre 1975

Welcome to My Nightmare est un album-concept d'Alice Cooper. Il s'agit du premier album en solo du chanteur, les albums précédents ayant été faits par un véritable groupe. Il est sorti le  11 mars 1975 sur le label Atlantic Records et a été produit par Bob Ezrin

## Historique
Cet album fut enregistré en partie au Canada dans les studios Soundstage de Toronto et en partie à New York dans les studios Record Plant, Electric Lady et A&R. Pour l'enregistrement le producteur Bob Ezrin ramena avec lui les musiciens qui avaient enregistré l'album live de Lou Reed, Rock 'n' Roll Animal à savoir Steve Hunter et Dick Wagner (guitares), Prakash John (basse) et Pentti « Whitey » Glan (batterie). Certains se retrouveront sur le premier album solo de Peter Gabriel en 1977,  dont les guitaristes Hunter et Wagner, le bassiste Tony Levin ainsi que Ezrin lui-même.
L'album raconte l'histoire d'un jeune garçon nommé Steven, plongé dans un cauchemar dont il ne parvient pas à trouver l'issue.
La pochette, réalisée par Drew Struzan, a été élue plus tard comme une des 100 meilleures pochettes d'albums de tous les temps par le magazine Rolling Stone.
L'album fut suivi d'un TV Special nommé Alice Cooper: The Nightmare, une tournée mondiale en 1975 et le film-concert Welcome to My Nightmare en 1976. En 2011 sortit une suite nommée Welcome 2 My Nightmare.

## Liste des titres
| 1. | Welcome to My Nightmare | Alice Cooper, Dick Wagner           | 5:19 |
| 2. | Devil's Food            | Alice Cooper, Bob Ezrin, Kelley Jay | 3:38 |
| 3. | The Black Widow         | Alice Cooper, Ezrin, Wagner         | 3:37 |
| 4. | Some Folks              | Alice Cooper, Gordon, Ezrin         | 4:19 |
| 5. | Only Women Bleed        | Alice Cooper, Wagner                | 5:59 |

| 6.  | Department of Youth | Alice Cooper, Ezrin, Wagner            | 3:18 |
| 7.  | Cold Ethyl          | Alice Cooper, Ezrin                    | 3:51 |
| 8.  | Years Ago           | Alice Cooper, Wagner                   | 2:51 |
| 9.  | Steven              | Alice Cooper, Ezrin                    | 5:52 |
| 10. | The Awakening       | Alice Cooper, Ezrin, Wagner            | 2:25 |
| 11. | Escape              | Alice Cooper, Kim Fowley, Mark Anthony | 3:20 |

### Bonus de la réédition de 2002
| 12. | Devil's Food (version alternative)  | Alice Cooper, Ezrin, Kelley Jay | 5:13 |
| 13. | Cold Ethyl (version alternative)    | Alice Cooper, Ezrin             | 2:56 |
| 14. | The Awakening (version alternative) | Alice Cooper, Ezrin, Wagner     | 4:20 |

- La chanson Escape est une version ré-écrite de la chanson du même nom du groupe californien The Hollywood Stars[3].

## Crédits

### Musiciens
- Alice Cooper - chant
- Bob Ezrin - synthétiseur, claviers, chœurs, Piano électrique Fender Rhodes, production, arrangements
- Vincent Price - monologue d'introduction sur The Black Widow
- Dick Wagner - guitare électrique et acoustique, chœurs
- Steve Hunter - guitare électrique et acoustique
- Tony Levin - basse sur les titres 1, 3 & 11
- Prakash John - basse sur les titres 2, 4, 5, 6, 7, 9 & 10
- Pentti "Whitey" Glan - batterie & percussion sur les titres 2, 4, 5, 6, 7, 9 & 10
- Johnny "Bee" Badanjek - Batterie sur les titres 1, 3 & 11
- David Ezrin - chœurs
- Gary Lyons - chœurs
- Michael Sherman - chœurs

### Production
- Greg Allen - direction artistique, Design
- Craig Anderson - mastering
- Bob Brown - Second Unit Director
- Spencer Chrislu - auteur
- Jim Frank - ingénieur
- Dan Hersch - mastering
- Bill Inglot - mastering
- Bret Lopez - photographie
- Allan MacMillan - arrangeur
- Toby B. Mamis - assistant projet
- Brian Nelson - assistant projet
- Jeffrey Morgan - notes doublées
- Rod O'Brien - ingénieur
- David Palmer - ingénieur
- Phil Ramone - ingénieur
- Mike Reese - mastering
- Michael Sherman - assistant production
- Ed Sprigg - ingénieur
- Corky Stasiak - ingénieur
- Julee Stover - supervision éditorial
- Drew Struzan - pochette d'album
- Charlie Watts - mastering
- Trish McKinnon

## Charts
Album
| Pays                          | Durée du classement | Meilleur classement |
| ----------------------------- | ------------------- | ------------------- |
| États-Unis (Billboard 200)    | 16 semaines         | 12e                 |
| Canada (RPM album charts)     | 31 semaines         | 2e                  |
| Nouvelle-Zélande (Rianz)      | 6 semaines          | 24e                 |
| Royaume-Uni (UK Albums Chart) | 8 semaines          | 19e                 |

Singles
| Année | Single                  | Pays               | Durée du classement | Meilleure position |
| ----- | ----------------------- | ------------------ | ------------------- | ------------------ |
| 1975  | Department of Youth     | Hot 100            | 4 semaines          | 67e                |
| 1975  | Department of Youth     | RPM Top Singles    | 3 semaines          | 64e                |
| 1975  | Only Women Bleed        | Hot 100            | 6 semaines          | 45e                |
| 1975  | Only Women Bleed        | RPM Top Singles    | 16 semaines         | 1er                |
| 1975  | Only Women Bleed        | RMNZ Singles Top40 | 21 semaines         | 12e                |
| 1975  | Welcome to My Nightmare | Hot 100            | 6 semaines          | 45e                |
| 1975  | Welcome to My Nightmare | RPM Top Singles    | 2 semaines          | 33e                |

## Certifications
| Pays                  | Certification | Ventes      | Date       |
| --------------------- | ------------- | ----------- | ---------- |
| États-Unis (RIAA)     | Platine       | 1 000 000 + | 14/08/1990 |
| Canada (Music Canada) | 2 × Platine   | 200 000 +   | 01/01/1979 |
| Royaume-Uni (BPI)     | Argent        | 60 000 +    | 01/12/1975 |